# Berkut Przemyśl
Berkut Przemyśl (ukr. УСК «Беркут» (Перемишль)) – ukraiński klub piłkarski z siedzibą w mieście Przemyśl.

## Historia
Chronologia nazw:
- 1922: USK Berkut Przemyśl (ukr. УСК «Беркут» (Перемишль))
- 1934: klub rozwiązano

Ukraiński Sportowy Klub Berkut został założony w Przemyślu 10 marca 1922 roku w ramach Ukraińskiego Towarzystwa Sportowego "Berkut" w Przemyślu z inicjatywy uczniów z Ukraińskiego Gimnazjum O. Ławeckiego, I. Wołyńca, M. Kuzyszyna, W. Szaszarowskiego i W. Kinasza. W swojej historii piłkarze klubu rywalizowali wyłącznie w meczach z innymi drużynami ukraińskimi.
Po tym, jak w marcu 1924 roku odbyło się spotkanie założycielskie Ukraińskiego Sportowego Sojuszu (USS), pod koniec kwietnia ogłoszono, że w długo oczekiwanych mistrzostwach ukraińskich drużyn klasy A wezmą udział cztery kluby: "Berkut" z Przemyśla, "Buj-Tur" ze Stanisławowa, "Skała" ze Stryja i "Ukraina" ze Lwowa. Później klub ze Stryja odmówił udziału. Debiutując w mistrzostwach USS roku 1924 zespół zajął ostatnie trzecie miejsce.
W 1926 roku klub doznał wielkiej porażki 1:7 w meczu towarzyskim przeciwko lwowskiej Ukrainie.
Nawet po zorganizowaniu przez PZPN w 1928 roku "okręgowej ligi Lwów" klub nie przystąpił do rozgrywek w niej. Został rozwiązany w 1934 roku.

### Derby
Uwaga: w nawiasach lata istnienia klubu.
- Polonia Przemyśl (1909–obecnie),
- Sianowa Czajka Przemyśl (1909–1939),
- Jutrzenka Przemyśl (1910–1935),
- Czuwaj Przemyśl (1918–obecnie),
- Hagibor Przemyśl (1921–1939),
- Haschachar Przemyśl (1921–1923),
- Labor Przemyśl (1921–1935),
- Sparta Przemyśl (1922–1923),
- Strzelec Przemyśl (1922–1923, 1928–1929),
- Ruch Przemyśl (1924–1937),
- Świt Przemyśl (1925–1929),
- Legia Przemyśl (1927–1928),
- Elektrownia Przemyśl (1928–1939),
- KS 28 Przemyśl (1929–1938),
- Sian Przemyśl (1929–1939),
- AKS Przemyśl (1932–1936),
- Orzeł Przemyśl (1932–1937).